# Siri Forssell
Sigrid "Siri" Maria Englund, tidigare Forssell, född 30 november 1865 i Näskotts församling, Jämtlands län, död 23 september 1938 i Ramundeboda församling, Örebro län, var en svensk rösträttsaktivist. 
Hon var verksam i kampanjen för införandet av kvinnlig rösträtt i Sverige, och ordförande för Föreningen för kvinnans politiska rösträtt i Gellivare-Malmberget 1904-1907.